# Yılanlı, Aksu
Yılanlı là một xã thuộc huyện Aksu, tỉnh Isparta, Thổ Nhĩ Kỳ. Dân số thời điểm năm 2011 là 401 người.